# Parosela
Parosela là một chi thực vật có hoa trong họ Đậu.